# Saltøya
Saltøya (również Saltøy) – wyspa w Norwegii, w okręgu Trøndelag, w gminie Stjørdal, na Trondheimsfjorden. Wyspa oddalona jest o około 26 km od miasta Trondheim i o około 38 km od miasta Verdal.